# 三段跳
三段跳（さんだんとび）は、陸上競技の跳躍競技に属する種目で、ホップ・ステップ（スキップ）・ジャンプと3回跳び、その距離を競う競技。助走をつける走り三段跳と助走をつけない立ち三段跳があるが単に三段跳といえば通常走り三段跳を指す。

## 解説

北京オリンピックにおけるフィリップス・イドウの試技

ホップとステップは同じ脚で連続的にすることになる。例えば、右足で踏み切った選手はさらにステップも右足、ジャンプを左足で行う。なお、ワールドアスレティックスのルールでは「ホップでは、踏み切ったのと同じ足を競技者はまず地面につけなければならない。ステップでは反対側の足をつけなければならず、そこから続いてジャンプが遂行される」となっており、ホップとステップは着地によって定義されている。
多くの世界的・国内の主要な試合では、踏み切り板は砂場の手前の端から13m離れている。ただし、高校においては11m、中学においては9mなど、競技者のレベルに合わせて調節される。
日本の織田幹雄は1928年アムステルダムオリンピックで15m21を跳び、日本人初となるオリンピック金メダルをもたらした。
また同じく日本の南部忠平 (1904 - 1997) は、1932年に開催されたロサンゼルス五輪の三段跳に出場し、15m72の世界記録（当時）を樹立して金メダルを獲得。さらに、1936年ベルリンオリンピックでは田島直人が16m00の世界記録（当時）で金メダルを獲得し日本人選手で3連覇となり、その後の競技の発展に大きく貢献した。
陸上競技における正しい表記は三段跳であるが、学校教育や新聞記事など陸上競技関係者以外が多く関わる場面では三段跳びと表記されることもある。
女子は1926年から日本記録として公認されてきたが、戦後一旦公認対象種目から外された。その後1986年から再度日本記録として公認されて現在に至っている。

## 歴史
三段跳の起源は古代アイルランドまで遡り、水溜まりをいかに少ない歩数で渡りきれるか、という遊びが競技化したという説が有力である。
古代オリンピックの歴史的文献には時々、15m以上の跳躍記録が出てくる。スポーツ史研究家たちは、これらは複数段の跳躍の記録に違いなく、三段跳の起源にあたると結論づけている。しかし三段跳が古代オリンピックの種目だった証拠は無く、それらの異常に長い跳躍距離は、正確な記録をつけるというより、勝利を祝う詩人たちの芸術的放埓さによる可能性がある。
三段跳は、初の近代オリンピックであるアテネ大会の種目になったが、当時は同じ足で2回ホップを踏んでジャンプするというものだった（踏み切り→同じ足でホップ→またホップにより跳躍）。最初の近代オリンピック金メダリストのジェームズ・コノリーはその三段跳の選手であった。女子の三段跳が種目に加わったのは1996年のアトランタ大会からである。
初期の近代オリンピックには助走をつけない立ち三段跳もあったが、第2回（1900年・パリ）と第3回（1904年・セントルイス）で種目に採用されたのみで、オリンピック以外を含めても今日行われることは稀である。
日本では1874年（明治7年）に海軍兵学寮で開かれた競闘遊戯会（運動会）の1種目「うさぎのつきみ」が三段跳の始まりであるとされる。日本陸上競技選手権大会の種目に加わったのは1918年（大正7年）の第6回大会からで、当時は英語名の hop step and jump をそのままカタカナにした「ホップステップアンドジャンプ」を正式な種目名としていた。これではあまりに長いので、新聞では「ホ・ス・ジャンプ」と略記し、選手の間では「ホスジャン」と呼んでいた。1929年（昭和4年）、これに日本語名を付けようと関東学生陸上競技連盟（関東学連）の北沢清が提案し、織田幹雄がドイツ語名の Dreisprung やフランス語名の Triple saut を参考に「三段跳」と「三回跳」の2案を考案した。関東学連は役員会で、「三段跳の方がしっくりくる」との理由で三段跳の名称を採用し、同年の関東学生陸上競技対校選手権大会（関東インカレ）のプログラムで初めて「三段跳」の文字が登場した。当初、新聞業界は「三段跳」という名称を批判したが、漢字3文字で表記できる便利さからこの名称で定着した。

## 男子
- 風速 (m/s) は追い風を+で表記、向かい風を-で表記する。

| 記録         | 距離     | 風速     | 名前                     | 所属                     | 日付           |
| 世界記録     | 世界記録 | 世界記録 | 世界記録                 | 世界記録                 | 世界記録       |
| ------------ | -------- | -------- | ------------------------ | ------------------------ | -------------- |
| 世界         | 18m29    | +1.3     | ジョナサン・エドワーズ   | イギリス                 | 1995年8月7日   |
| U20世界      | 17m87    | +1.3     | ジェイドン・ヒバート     | ジャマイカ               | 2023年5月13日  |
| U18世界      | 17m41    | +1.0     | ホルダン・ディアス       | キューバ                 | 2018年6月8日   |
| エリア記録   |          |          |                          |                          |                |
| アフリカ     | 18m07    | ±0.0     | ユーグファブリス・ザンゴ | ブルキナファソ           | 2021年1月16日  |
| アジア       | 17m68    | +1.0     | 呉端庭                   | 中国                     | 2025年8月4日   |
| ヨーロッパ   | 18m29    | +1.3     | ジョナサン・エドワーズ   | イギリス                 | 1995年8月7日   |
| 北中米カリブ | 18m21    | +0.2     | クリスチャン・テイラー   | アメリカ合衆国           | 2015年8月27日  |
| オセアニア   | 17m46    | +1.7     | Ken Lorraway             | オーストラリア           | 1982年8月7日   |
| 南米         | 17m90    | +0.4     | ジャデル・グレゴリオ     | ブラジル                 | 2007年5月20日  |
| 日本記録     |          |          |                          |                          |                |
| 日本         | 17m15    | +0.9     | 山下訓史                 | 日本電気                 | 1986年6月1日   |
| U20日本      | 16m38    | −0.4     | 宮尾真仁                 | 東洋大学                 | 2023年6月5日   |
| U18日本      | 15m84    | +0.0     | 渡邉容史                 | 愛媛県立松山北高等学校   | 1997年10月28日 |
| 学生         | 17m00    | +1.3     | 伊藤陸                   | 近畿大学工業高等専門学校 | 2021年9月19日  |
| 高校         | 16m10    | +0.8     | 山本凌雅                 | 長崎県立諫早農業高等学校 | 2013年10月7日  |
| 中学         | 14m58    | +1.8     | 小栗忠                   | 浜松市立笠井中学校       | 1992年10月4日  |

## 女子
| 記録         | 距離     | 風速     | 名前                       | 所属                   | 日付           |
| 世界記録     | 世界記録 | 世界記録 | 世界記録                   | 世界記録               | 世界記録       |
| ------------ | -------- | -------- | -------------------------- | ---------------------- | -------------- |
| 世界         | 15m67    | +0.7     | ユリマール・ロハス         | ベネズエラ             | 2021年8月1日   |
| U20世界      | 14m62    | +1.0     | テレザ・マリノワ           | ブルガリア             | 1996年8月25日  |
| U18世界      | 14m57    | +0.2     | 黄秋艶                     | 中国                   | 1997年10月19日 |
| エリア記録   |          |          |                            |                        |                |
| アフリカ     | 15m39    | +0.5     | フランソワーズ・ムーバンゴ | カメルーン             | 2008年8月17日  |
| アジア       | 15m25    | +1.7     | オルガ・リパコワ           | カザフスタン           | 2010年9月4日   |
| ヨーロッパ   | 15m50    | +0.9     | イネッサ・クラベッツ       | ウクライナ             | 1995年8月10日  |
| 北中米カリブ | 15m29    | +0.3     | ヤミレ・アルダマ           | キューバ               | 2003年7月11日  |
| オセアニア   | 14m04    | +2.0     | ニコール・ムラデニス       | オーストラリア         | 2002年3月9日   |
| 南米         | 15m67    | +0.7     | ユリマール・ロハス         | ベネズエラ             | 2021年8月1日   |
| 日本記録     |          |          |                            |                        |                |
| 日本         | 14m16    | +0.7     | 森本麻里子                 | 内田建設AC             | 2023年6月3日   |
| U20日本      | 13m03    | +1.7     | 山崎りりや                 | 鳴門渦潮高等学校       | 2024年10月11日 |
| U18日本      | 12m92    | +0.2     | 村山梢                     | 初芝高等学校           | 1995年11月3日  |
| 学生         | 13m81    | −0.2     | 船田茜理                   | 武庫川女子大学         | 2022年8月7日   |
| 高校         | 13m03    | +1.7     | 山崎りりや                 | 鳴門渦潮高等学校       | 2024年10月11日 |
| 中学         | 12m27    | +1.3     | 菅野穂乃                   | 天童市立第二中学校     | 2022年10月23日 |
| 中学         | 12m27    | +1.9     | 祖父江由佳                 | 名古屋市立守山東中学校 | 2025年6月22日  |

## 世界歴代10傑
|                  | 距離        | 風速 | 名前                       | 所属           | 日付          |
| ---------------- | ----------- | ---- | -------------------------- | -------------- | ------------- |
| 1                | 18m29       | +1.3 | ジョナサン・エドワーズ     | イギリス       | 1995年8月7日  |
| 2                | 18m21       | +0.2 | クリスチャン・テイラー     | アメリカ合衆国 | 2015年8月27日 |
| 3                | 18m18       | −0.3 | ホルダン・ディアス         | スペイン       | 2024年6月11日 |
| 4                | 18m14       | +0.4 | ウィル・クレイ             | アメリカ合衆国 | 2019年6月29日 |
| 5                | 18m09       | −0.4 | ケニー・ハリソン           | アメリカ合衆国 | 1996年7月27日 |
| 6                | 18m08       | +0.0 | ペドロ・パブロ・ピチャルド | キューバ       | 2015年5月28日 |
| 7                | 18m07(室内) | ±0.0 | ユーグ・ファブリス・ザンゴ | ブルキナファソ | 2021年1月16日 |
| 8                | 18m04       | +0.3 | テディ・タムゴー           | フランス       | 2013年8月18日 |
| 9                | 17m97       | +1.5 | ウィリー・バンクス         | アメリカ合衆国 | 1985年6月16日 |
| 10               | 17m92       | +1.6 | フリスト・マルコフ         | ブルガリア     | 1987年8月31日 |
| 10               | 17m92       | +1.9 | ジェームス・ベックフォード | ジャマイカ     | 1995年5月20日 |
| 世界陸連記録参照 |             |      |                            |                |               |

|                  | 距離         | 風速 | 名前                     | 所属         | 日付          |
| ---------------- | ------------ | ---- | ------------------------ | ------------ | ------------- |
| 1                | 15m74 (室内) | ±0.0 | ユリマール・ロハス       | ベネズエラ   | 2022年3月20日 |
| 2                | 15m50        | +0.9 | イネッサ・クラベッツ     | ウクライナ   | 1995年8月10日 |
| 3                | 15m39        | +0.5 | フランソワーズ・ムバンゴ | カメルーン   | 2008年8月17日 |
| 4                | 15m34        | −0.5 | タチアナ・レベデワ       | ロシア       | 2004年7月4日  |
| 5                | 15m32        | +0.9 | クリソピギ・デベツィ     | ギリシャ     | 2004年8月21日 |
| 6                | 15m31        | +0.0 | カテリーン・イバルグエン | コロンビア   | 2014年7月18日 |
| 7                | 15m29        | +0.3 | ヤミレ・アルダマ         | キューバ     | 2003年7月11日 |
| 8                | 15m28        | +0.9 | ヤルヘリス・サビヌ       | キューバ     | 2007年8月31日 |
| 9                | 15m25        | +1.7 | オルガ・リパコワ         | カザフスタン | 2010年9月4日  |
| 10               | 15m20        | +0.0 | サルカ・カスパルコワ     | チェコ       | 1997年8月4日  |
| 10               | 15m20        | −0.3 | テレザ・マリノワ         | ブルガリア   | 2000年9月24日 |
| 世界陸連記録参照 |              |      |                          |              |               |

## 世界記録の変遷
- 水色の背景は世界陸連から世界記録と公認されなかった記録を意味する。

| 距離                     | 風速  | 名前                                 | 所属           | 日付           |
| ------------------------ | ----- | ------------------------------------ | -------------- | -------------- |
| 15m52                    |       | ダニエル・アハーン                   | イギリス       | 1911年5月30日  |
| 15m52                    |       | ニック・ウィンター                   | オーストラリア | 1924年7月12日  |
| 15m58                    | +0.5  | 織田幹雄                             | 日本           | 1931年10月27日 |
| 15m72                    |       | 南部忠平                             | 日本           | 1932年8月4日   |
| 15m75                    |       | 原田正夫                             | 日本           | 1934年9月16日  |
| 15m82                    |       | 大島鎌吉                             | 日本           | 1934年9月16日  |
| 15m78                    |       | ジャック・メトカーフ                 | オーストラリア | 1935年12月14日 |
| 16m00                    | +0.6  | 田島直人                             | 日本           | 1936年8月6日   |
| 16m00                    | +1.6  | アデマール・ダ・シルバ               | ブラジル       | 1950年12月3日  |
| 16m01                    | +1.2  | アデマール・ダ・シルバ               | ブラジル       | 1951年9月30日  |
| 16m12                    |       | アデマール・ダ・シルバ               | ブラジル       | 1952年7月23日  |
| 16m22                    | +0.7  | アデマール・ダ・シルバ               | ブラジル       | 1952年7月23日  |
| 16m23                    | +1.5  | レオニード・シチェルバコフ           | ソビエト連邦   | 1953年7月19日  |
| 16m56                    | +0.2  | アデマール・ダ・シルバ               | ブラジル       | 1955年3月16日  |
| 16m59                    | +1.0  | Oleg Ryakhovskiy                     | ソビエト連邦   | 1958年7月28日  |
| 16m70                    | +0.0  | オレグ・フェドセーエフ               | ソビエト連邦   | 1959年5月3日   |
| 17m03                    | +1.0  | ヨゼフ・シュミット                   | ポーランド     | 1960年8月5日   |
| 17m10                    | +0.0  | ジュゼッペ・ジェンティーレ           | イタリア       | 1968年10月16日 |
| 17m22                    | +0.0  | ジュゼッペ・ジェンティーレ           | イタリア       | 1968年10月17日 |
| 17m23                    | +2.0  | ヴィクトル・サネイエフ               | ソビエト連邦   | 1968年10月17日 |
| 17m27                    | +2.0  | ネルソン・プルデンシオ               | ブラジル       | 1968年10月17日 |
| 17m39                    | +2.0  | ヴィクトル・サネイエフ               | ソビエト連邦   | 1968年10月17日 |
| 17m40                    | +0.4  | ペドロ・ペレス                       | キューバ       | 1971年8月5日   |
| 17m44                    | -0.5  | ヴィクトル・サネイエフ               | ソビエト連邦   | 1972年10月17日 |
| 17m89                    | +0.0  | ジョアン・カルロス・ジ・オリヴェイラ | ブラジル       | 1975年10月15日 |
| 17m97                    | +1.47 | ウィリー・バンクス                   | アメリカ合衆国 | 1985年6月16日  |
| 17m98                    | +1.8  | ジョナサン・エドワーズ               | イギリス       | 1995年7月18日  |
| 18m16                    | +1.3  | ジョナサン・エドワーズ               | イギリス       | 1995年8月7日   |
| 18m29                    | +1.3  | ジョナサン・エドワーズ               | イギリス       | 1995年8月7日   |
| 世界陸連（IAAF）記録参照 |       |                                      |                |                |

| 距離                     | 風速 | 名前                 | 所属         | 日付          |
| ------------------------ | ---- | -------------------- | ------------ | ------------- |
| 14m54                    | +1.1 | 李恵栄               | 中国         | 1990年8月25日 |
| 14m95                    | −0.2 | イネッサ・クラベッツ | ソビエト連邦 | 1991年6月10日 |
| 14m97                    | +0.9 | ヨランダ・チェン     | ロシア       | 1993年6月18日 |
| 15m09                    | +0.5 | アンナ・ビリュコワ   | ロシア       | 1993年8月21日 |
| 15m50                    | +0.9 | イネッサ・クラベッツ | ウクライナ   | 1995年8月10日 |
| 15m67                    | +0.7 | ユリマール・ロハス   | ベネズエラ   | 2021年8月1日  |
| 15m74                    | ±0.0 | ユリマール・ロハス   | ベネズエラ   | 2022年3月20日 |
| 世界陸連（IAAF）記録参照 |      |                      |              |               |

## 日本歴代10傑
|    | 距離  | 風速 | 名前       | 所属                         | 日付           |
| -- | ----- | ---- | ---------- | ---------------------------- | -------------- |
| 1  | 17m15 | +0.9 | 山下訓史   | NEC                          | 1986年6月1日   |
| 2  | 17m02 | +2.0 | 杉林孝法   | ミキハウス                   | 2000年7月16日  |
| 3  | 17m00 | +1.3 | 伊藤陸     | 近畿大学工業高等専門学校     | 2021年9月19日  |
| 4  | 16m98 | +1.5 | 石川和義   | 筑波大学                     | 2004年10月10日 |
| 5  | 16m88 | +1.2 | 小松隆志   | 高知県立高知農業高等学校教員 | 1994年10月14日 |
| 5  | 16m88 | +0.2 | 長谷川大悟 | 日立ICT                      | 2016年4月29日  |
| 7  | 16m87 | +1.8 | 山本凌雅   | 順天堂大学                   | 2017年4月29日  |
| 8  | 16m85 | −1.1 | 山下航平   | 筑波大学                     | 2016年5月22日  |
| 9  | 16m76 | +1.8 | 中西正美   | 日本体育大学研究員           | 1981年4月29日  |
| 10 | 16m75 | ±0.0 | 池畠旭佳瑠 | 駿河台大学AC                 | 2020年7月26日  |

|    | 距離  | 風速 | 名前       | 所属                   | 日付           |
| -- | ----- | ---- | ---------- | ---------------------- | -------------- |
| 1  | 14m16 | +0.7 | 森本麻里子 | 内田建設AC             | 2023年6月3日   |
| 2  | 14m04 | +1.1 | 花岡麻帆   | 三英社                 | 1999年10月1日  |
| 3  | 13m94 | +1.6 | 髙島真織子 | 九電工                 | 2025年8月9日   |
| 4  | 13m87 | +0.4 | 船田茜理   | ニコニコのり           | 2025年8月3日   |
| 5  | 13m65 | +0.3 | 河合栞奈   | 大阪成蹊大学           | 2019年9月15日  |
| 6  | 13m52 | +0.7 | 宮坂楓     | ニッパツ               | 2016年10月15日 |
| 7  | 13m50 | +0.4 | 吉田文代   | 中央大学               | 2003年6月6日   |
| 8  | 13m42 | +1.8 | 剱持早紀   | 長谷川体育施設         | 2019年4月21日  |
| 9  | 13m40 | +1.3 | 西内誠子   | 須崎市立上分中学校教員 | 1998年4月29日  |
| 10 | 13m39 | −0.8 | 佐藤友香   | 七十七銀行             | 2004年10月27日 |

## 日本記録の変遷
| 距離                 | 風速 | 名前       | 所属                 | 日付           |
| -------------------- | ---- | ---------- | -------------------- | -------------- |
| 10m96                |      | 原川五郎   | 日本体育大学         | 1918年11月3日  |
| 11m57                |      | 森田俊彦   | 東京農業大学         | 1919年4月19日  |
| 11m86                |      | 松本兼二郎 | 東京大学             | 1919年4月27日  |
| 12m31                |      | 奥山一三   | 神戸高等商業学校     | 1919年9月7日   |
| 12m45                |      | 佐藤信一   | 東京高等師範学校     | 1919年11月8日  |
| 12m48                |      | 坂東誠吾   | 法政大学             | 1920年4月25日  |
| 12m76                |      | 坂東誠吾   | 法政大学             | 1920年11月3日  |
| 13m45                |      | 佐藤信一   | 東京高等師範学校     | 1922年4月23日  |
| 14m27                |      | 織田幹雄   | 広島高等師範学校     | 1923年5月22日  |
| 14m35                |      | 織田幹雄   | 広島高等師範学校     | 1924年7月12日  |
| 14m805               |      | 織田幹雄   | 早稲田大学           | 1925年9月27日  |
| 15m343               |      | 織田幹雄   | 早稲田大学           | 1927年8月6日   |
| 15m355               |      | 織田幹雄   | 早稲田大学           | 1927年8月29日  |
| 15m41                |      | 織田幹雄   | 早稲田大学           | 1928年5月19日  |
| 15m45                |      | 織田幹雄   | 早稲田大学           | 1929年5月26日  |
| 15m48                |      | 織田幹雄   | 早稲田大学クラブ     | 1931年6月28日  |
| 15m50                |      | 織田幹雄   | 早稲田大学クラブ     | 1931年10月11日 |
| 15m58                | +0.5 | 織田幹雄   | 早稲田大学クラブ     | 1931年10月27日 |
| 15m72                |      | 南部忠平   | 浪速倶楽部           | 1932年8月4日   |
| 15m75                |      | 原田正夫   | 京都大学             | 1934年9月16日  |
| 15m82                |      | 大島鎌吉   | 浪速クラブ           | 1934年9月16日  |
| 16m00                | +0.6 | 田島直人   | 三井鉱山株式会社     | 1936年8月6日   |
| 16m48                |      | 小掛照二   | 大昭和製紙           | 1956年10月7日  |
| 16m48                |      | 岡崎高之   | 八幡製鐵             | 1964年4月9日   |
| 16m58                |      | 村木征人   | 東京女子体育大学教員 | 1969年8月3日   |
| 16m63                |      | 村木征人   | 東海大学教員         | 1972年4月23日  |
| 16m67                | +0.6 | 井上敏明   | 法政大学             | 1972年10月27日 |
| 16m76                |      | 中西正美   | 日本体育大学研究員   | 1981年4月29日  |
| 16m77                | +1.4 | 山下訓史   | 筑波大学             | 1985年6月2日   |
| 16m92                |      | 山下訓史   | 筑波大学             | 1985年10月5日  |
| 17m15                | +0.9 | 山下訓史   | 日本電気             | 1986年6月1日   |
| 月刊陸上競技記録参照 |      |            |                      |                |

| 距離                 | 風速 | 名前       | 所属           | 日付           |
| -------------------- | ---- | ---------- | -------------- | -------------- |
| 12m23                |      | 城戸律子   | 新日本製鐵八幡 | 1986年11月3日  |
| 12m30                |      | 土屋由美子 | 大昭和製紙     | 1987年5月3日   |
| 12m30                |      | 古閑昭美   | 筑波大学       | 1987年10月11日 |
| 12m44                | +1.3 | 土屋由美子 | 大昭和製紙     | 1988年6月17日  |
| 12m54                |      | 土屋由美子 | 大昭和製紙     | 1988年11月3日  |
| 12m60                | +0.2 | 磯貝美奈子 | ナイキジャパン | 1989年6月17日  |
| 12m77                |      | 土屋由美子 | 大昭和製紙     | 1989年8月26日  |
| 12m81                | +1.6 | 前川明子   | 添上クラブ     | 1990年6月9日   |
| 12m86                |      | 森岡洋子   | 大昭和製紙     | 1992年10月25日 |
| 13m06                |      | 森岡洋子   | 大昭和製紙     | 1993年5月5日   |
| 13m23                |      | 橋岡直美   | あさひ銀行     | 1993年8月1日   |
| 13m23                | +1.0 | 橋岡直美   | ゼンリン       | 1995年6月9日   |
| 13m31                | +1.4 | 阿部祥子   | 福岡大学       | 1995年10月19日 |
| 13m35                | +1.9 | 西内誠子   | 高知女子クラブ | 1996年10月6日  |
| 13m35                |      | 花岡麻帆   | 順天堂大学     | 1998年4月29日  |
| 13m40                | +1.3 | 西内誠子   | 高知女子クラブ | 1998年4月29日  |
| 13m69                | +1.0 | 花岡麻帆   | 順天堂大学     | 1998年5月17日  |
| 13m72                |      | 花岡麻帆   | 三英社         | 1999年10月1日  |
| 14m04                | +1.1 | 花岡麻帆   | 三英社         | 1999年10月1日  |
| 14m16                | +0.7 | 森本麻里子 | 内田建設AC     | 2023年6月3日   |
| 月刊陸上競技記録参照 |      |            |                |                |

## 高校歴代10傑
|    | 距離  | 風速 | 名前       | 所属                         | 日付           |
| -- | ----- | ---- | ---------- | ---------------------------- | -------------- |
| 1  | 16m13 | +0.6 | 宮尾真仁   | 洛南高等学校                 | 2022年11月4日  |
| 2  | 16m10 | +0.8 | 山本凌雅   | 長崎県立諫早農業高等学校     | 2013年10月7日  |
| 3  | 16m05 | +1.4 | 野﨑千皓   | 洛南高等学校                 | 2015年10月17日 |
| 4  | 16m04 | +1.9 | 荒木基     | 和歌山北高等学校             | 2018年10月8日  |
| 6  | 15m84 | +0.0 | 渡邉容史   | 愛媛県立松山北高等学校       | 1997年10月28日 |
| 6  | 15m84 | +0.7 | 廣田麟太郎 | 長崎日本大学高等学校         | 2020年10月24日 |
| 7  | 15m82 | +1.3 | 田中宏祐   | 摂津高等学校                 | 2019年9月8日   |
| 8  | 15m81 | +1.1 | 小松隆志   | 高知県立安芸高等学校         | 1985年10月21日 |
| 9  | 15m80 | −0.6 | 井村慧士   | 太成学院大学高等学校         | 2019年5月27日  |
| 10 | 15m79 | +0.8 | 北川凱     | 東海大学付属静岡翔洋高等学校 | 2021年8月22日  |

|    | 距離  | 風速 | 名前       | 所属                     | 日付           |
| -- | ----- | ---- | ---------- | ------------------------ | -------------- |
| 1※ | 13m10 | +0.7 | 王迪       | 富山県立富山商業高等学校 | 2001年8月18日  |
| 1  | 13m03 | +1.7 | 山崎りりや | 鳴門渦潮高等学校         | 2024年10月11日 |
| 2  | 12m96 | +0.9 | 河添千秋   | 愛媛県立松山北高等学校   | 2018年6月18日  |
| 3  | 12m92 | +0.2 | 村山梢     | 初芝高等学校             | 1995年11月3日  |
| 3  | 12m92 | +1.6 | 竹田小百合 | 北海道恵庭北高等学校     | 2007年8月19日  |
| 5  | 12m89 | +0.8 | 吉田文代   | 成田高等学校             | 1999年8月27日  |
| 5  | 12m89 | +0.4 | 前田和香   | 奈良県立添上高等学校     | 2008年11月3日  |
| 7  | 12m86 | +1.2 | 中村紗華   | 神奈川県立伊志田高等学校 | 2017年10月8日  |
| 8  | 12m81 | +0.6 | 田口侑楽   | 国際学院高等学校         | 2023年5月13日  |
| 9  | 12m80 | +1.4 | 三木麗奈   | 兵庫県立姫路商業高等学校 | 2021年7月10日  |
| 10 | 12m79 | +1.7 | 田中美憂   | 埼玉県立松山女子高等学校 | 2021年10月22日 |

※王迪の記録は高校国内国際記録(WHR)

## 五輪・世界選手権における日本人入賞者
| 年   | 大会                                        | 開催国         | 選手名   | 成績 | 記録  |
| ---- | ------------------------------------------- | -------------- | -------- | ---- | ----- |
| 1924 | 第8回オリンピック競技大会（パリ）           | フランス       | 織田幹雄 | 6位  | 14m35 |
| 1928 | 第9回オリンピック競技大会（アムステルダム） | オランダ       | 織田幹雄 | 優勝 | 15m21 |
| 1928 | 第9回オリンピック競技大会（アムステルダム） | オランダ       | 南部忠平 | 4位  | 15m01 |
| 1932 | 第10回オリンピック競技大会（ロサンゼルス）  | アメリカ合衆国 | 南部忠平 | 優勝 | 15m72 |
| 1932 | 第10回オリンピック競技大会（ロサンゼルス）  | アメリカ合衆国 | 大島鎌吉 | 3位  | 15m12 |
| 1936 | 第11回オリンピック競技大会（ベルリン）      | ドイツ国       | 田島直人 | 優勝 | 16m00 |
| 1936 | 第11回オリンピック競技大会（ベルリン）      | ドイツ国       | 原田正夫 | 2位  | 15m66 |
| 1936 | 第11回オリンピック競技大会（ベルリン）      | ドイツ国       | 大島鎌吉 | 6位  | 15m07 |
| 1952 | 第15回オリンピック競技大会（ヘルシンキ）    | フィンランド   | 飯室芳男 | 6位  | 14m99 |

- 1924年パリオリンピックで織田幹雄が6位入賞し、1928年アムステルダムオリンピックでは織田がこの種目で優勝し金メダルを獲得。1928年の同大会から1936年ベルリンオリンピックまで日本人男子選手が3連覇を達成した。